# 67 Cancri
67 Cancri, som är stjärnans Flamsteed-beteckning, är en vid dubbelstjärna, belägen i den mellersta delen av stjärnbilden Kräftan. Den har en kombinerad skenbar magnitud av ca 6,07 och är mycket svagt synlig för blotta ögat där ljusföroreningar ej förekommer. Baserat på parallaxenligt Gaia Data Release 2 på ca 16,8 mas, beräknas den befinna sig på ett avstånd på ca 195 ljusår (ca 60 parsek) från solen. Den rör sig bort från solen med en heliocentrisk radialhastighet på ca 12 km/s.

## Egenskaper
Primärstjärnan 67 Cancri A är en vit till blå stjärna i huvudserien av spektralklass A8 Vn där 'n'-noten anger "diffusa" spektrallinjer på grund av snabb rotation. Uesugi och Fukuda (1970) angav en beräknad rotationshastighet av 105 km/s för stjärnan, även om Abt et al. (1997) föreslog att den skulle kunna vara så hög som 205 km/s. Den är en skalstjärna, med svaga skallinjer av enkeljoniserat titan nära ultraviolett upptäckta 1970. Dessa kan ha kommit från en sporadisk massförlusthändelse. Den har en massa som är ca 1,9 solmassor, en radie som är ca 1,9 solradier och utsänder från dess fotosfär ca 10 gånger mera energi än solen vid en effektiv temperatur av ca 8 000 K.
År 2007 hade de två komponenterna i dubbelstjärnan en vinkelseparation av 103,9 bågsekunder, motsvarande en projicerad separation av 6 100 AE.